# 频耶达拉
频耶达拉（？年？月？日—1774年12月？日），缅甸孟族人，后勃固王朝最后一任国王，1747年迫使斯弥陶佛陀吉帝退位，在法国人的支持下即位，率兵北上消灭了东吁王朝，1757年被贡榜王朝 的开国之君雍笈牙攻破首都，被俘虏并软禁。